# Jacksonville (Georgia)
Jacksonville è un comune degli Stati Uniti d'America, situato nello Stato della Georgia, nella Contea di Telfair.